# Uesaka Sumire
Uesaka Sumire (上坂すみれ (Thượng Phản Cận) Uesaka Sumire, sinh ngày 19 tháng 12 năm 1991) là một nữ diễn viên lồng tiếng và ca sĩ Nhật Bản, trước đây trực thuộc Space Craft Entertainment. Cô giành được giải Nữ diễn viên tân binh xuất sắc nhất tại Lễ trao giải Seiyu lần thứ 10. Cô ra mắt ca khúc đầu tay vào tháng 4 năm 2013 với hãng King Records.

## Cuộc đời và sự nghiệp
Uesaka trở thành nhân viên chính thức của chương trình web radio Web radio @ Dengeki-Bunko vào tháng 9 năm 2009. Cô thi đậu vào Khoa Nghiên cứu Nước ngoài tại Đại học Sophia vào tháng 4 năm 2010. Cô theo học chuyên ngành tiếng Nga và thông báo rằng mình đã tốt nghiệp vào ngày 27 tháng 3 năm 2014. Uesaka gia nhập hãng Space Craft Entertainment vào tháng 4 năm 2011. Kể từ tháng 10 năm 2011, cô trở thành nhân vật phát thanh trên chương trình web radio A&G NEXT GENERATION Lady Go!!. Uesaka từng đóng vai chính cho bộ anime Papa no Iu Koto wo Kikinasai!.
Uesaka vốn nổi tiếng là một người ngưỡng mộ nước Nga có quan tâm lớn đến văn hóa Nga cũng như Liên Xô cũ. Kể từ khi nghe bài Quốc ca Liên Xô vào năm đầu tiên trung học, cô đã đắm mình vào việc học tiếng Nga. Cuối cùng cô đến thăm đất nước này vào tháng 11 năm 2013, biểu diễn một buổi hòa nhạc tại lễ hội văn hóa đại chúng Nhật Bản J-Fest ở Moskva.
Tháng 3 năm 2016, sau khi trải qua một số trường hợp quấy rối tình dục trực tuyến, cô thông báo rằng tài khoản Twitter cá nhân của mình không còn cập nhật nữa nhưng sẽ hoạt động trở lại vào tháng 11 năm 2016. Tuy nhiên, do liên tục bị quấy rối tình dục trực tuyến, nên cô đã vô hiệu hóa tài khoản của mình vào ngày 21 tháng 7 năm 2017.
Ngày 4 tháng 9 năm 2020, cô cho biết mình đã rời khỏi Space Craft Entertainment, và hiện đang làm việc với tư cách là một người hành nghề tự do.

## Phim ảnh

### Anime dài tập
2006
- FushigiBoshi no Futagohime Gyu! trong vai March

2012
- Girls und Panzer trong vai Nonna, Piyotan[12]
- Kokoro Connect trong vai Kaoru Setouchi
- Listen to Me, Girls. I Am Your Father! trong vai Sora Takanashi[13]
- Love, Chunibyo & Other Delusions trong vai Sanae Dekomori[14]
- Sengoku Collection trong vai Công chúa Tận diệt Mogami Yoshiaki

2013
- Fantasista Doll trong vai Manai Hatsuki
- Genshiken Nidaime trong vai Rika Yoshitake
- GJ-bu trong vai Tamaki Kannazuki
- Muromi-san trong vai Sumida-san
- Outbreak Company trong vai Elvia Hanaiman

2014
- Cross Ange trong vai Momoka Oginome
- Gonna be the Twin-Tail!! trong vai Sōji Mitsuka (Tail Red)
- Hozuki's Coolheadedness trong vai Peach Maki
- Inugami-san to Nekoyama-san trong vai Yachiyo Inugami[15]
- Lord Marksman and Vanadis trong vai Titta
- Love, Chunibyo & Other Delusions -Heart Throb- trong vai Sanae Dekomori
- Nobunagun trong vai Gariko
- Seitokai Yakuindomo* trong vai Phó chủ tịch Mori
- Z/X Ignition trong vai Reia Sento

2015
- Concrete Revolutio trong vai Kikko Hoshino[16]
- Dog Days trong vai Sharu
- Kantai Collection trong vai Fubuki, Sōryū, Hiryū
- Lovely Muco trong vai Rena-chan
- Overlord trong vai Shalltear Bloodfallen
- Plastic Memories trong vai Eru Miru
- Q Transformer: Saranaru Ninkimono e no Michi trong vai Arcee
- Shimoneta: A Boring World Where the Concept of Dirty Jokes Doesn’t Exist trong vai Oboro Tsukimigusa
- Show by Rock!! trong vai ChuChu
- Tesagure! Bukatsumono Spin-off Purupurun Sharumu to Asobou trong vai Okonogi Tomomi
- THE iDOLM@STER Cinderella Girls trong vai Anastasia

2016
- Ange Vierge trong vai Ageha Sanagi
- Concrete Revolutio: The Last Song trong vai Kikko Hoshino
- KanColle: The Movie trong vai Fubuki, Sōryū, Hiryū
- Luck & Logic trong vai Athena
- Myriad Colors Phantom World trong vai Mai Kawakami
- RS Project -Rebirth Storage- trong vai Yuzuru Midō
- Show by Rock!! Short!! trong vai ChuChu
- Show by Rock!!# trong vai ChuChu
- This Art Club Has a Problem! trong vai Colette
- Tsukiuta. The Animation trong vai Tsubaki Tendouin
- ViVid Strike! trong vai Yumina Enclave

2017
- Aho-Girl trong vai Disciplinary Committee President
- Battle Girl High School trong vai Yuri Himukai
- Beyblade Burst God trong vai Ataru Okinaka
- Chaos;Child trong vai Serika Onoe[17]
- Chō Shōnen Tantei-dan NEO trong vai Mayumi Hanazaki[18]
- Hand Shakers trong vai Chizuru
- The Idolmaster Cinderella Girls Theater[19][20][21] trong vai Anastasia
- In Another World with My Smartphone trong vai Leen
- Inuyashiki trong vai Mari Inuyashiki
- Restaurant to Another World trong vai Aletta
- Urahara trong vai Mari Shirako

2018
- BanG Dream! Girls Band Party! ☆ Pico và Pastel Life trong vai Chisato Shirasagi[22][23]
- Boarding School Juliet trong vai Anne Sieber[24]
- Himote House trong vai Minamo Arai[25]
- Killing Bites trong vai Ui Inaba
- Pop Team Epic Tập 3, phần A, trong vai Pipimi[26]
- Ongaku Shōjo trong vai Kiri Mukae
- Overlord (Season 2 và 3) trong vai Shalltear Bloodfallen
- Souten no Ken Re:Genesis trong vai Erika Arendt
- Xuan Yuan Sword Luminary trong vai Hoàng hậu Long Cheng

2019
- Azur Lane trong vai HMS Warspite, HMS Queen Elizabeth (1913), USS Saratoga (CV-3), IJN Akashi
- BanG Dream! 2nd Season trong vai Chisato Shirasagi[27]
- Carole & Tuesday trong vai Angela Carpenter[28]
- Grimms Notes The Animation trong vai Curly
- Isekai Quartet trong vai Shalltear Bloodfallen
- O Maidens in Your Savage Season trong vai Rika Sonezaki[29]
- Senryu Girl trong vai Tao Hanakai[30]
- Star Twinkle PreCure trong vai Yuni/Cure Cosmo[31]
- Why the Hell are You Here, Teacher!? trong vai Kana Kojima[32]

2020
- Asteroid in Love trong vai Mari Morino[33]
- BanG Dream! 3rd Season và BanG Dream! Girls Band Party! ☆ Pico trong vai Chisato Shirasagi[22]
- Fly Me to the Moon trong vai Aya Arisagawa[34]
- Hatena Illusion trong vai Kokomi Kikyōin[35]
- In/Spectre trong vai Karin Nanase[36]
- Iwa-Kakeru! -Sport Climbing Girls- trong vai Konomi Kasahara[37]
- Lapis Re:Lights trong vai Camilla[38]
- Rail Romanesque trong vai Suzushiro[39]
- Seton Academy: Join the Pack! trong vai Anne Anetani
- Shachibato! President, It's Time for Battle! trong vai Valmi[40]
- Warlords of Sigrdrifa trong vai Komachi Mikuri[41]

2021
- Azur Lane Bisoku Zenshin! trong vai IJN Akashi[42]
- Don't Toy With Me, Miss Nagatoro trong vai Nagatoro-san[43]
- Ex-Arm trong vai Chikage Rokuoin[44]
- Show by Rock!! Stars!! trong vai ChuChu[45]

#### 2024
- Tokidoki Bosotto Roshiago de Dereru Tonari no Ārya-san trong vai Alisa Mikhailovna Kujō

### ONA
- Cute Executive Officer (2021) trong vai Yuki Karuizawa[46]

### Phim hoạt hình
- Takanashi Rikka Kai: Gekijō-ban Chūnibyō Demo Koi ga Shitai! (2013) trong vai Sanae Dekomori
- Girls und Panzer der Film (2016) trong vai Nonna, Piyotan
- Love, Chunibyo & Other Delusions! Take on Me (2018) trong vai Sanae Dekomori
- BanG Dream!Phim Live (2019) trong vai Chisato Shirasagi[47]
- Goblin Slayer: Goblin's Crown (2020) trong vai Noble Fencer

### Trò chơi điện tử
2012
- Game Demo Papa no Iu Koto wo Kikinasai! trong vai Sora Takanashi
- Corpse Party Anthology: Sachiko's Game of Love Hysteric Birthday 2U trong vai Ran Kobayashi
- Kokoro Connect Yochi Random trong vai Kaoru Setouchi
- The Idolmaster Cinderella Girls trong vai Anastasia

2013
- Kantai Collection trong vai Sōryū, Hiryū, Fubuki

2014
- Hyperdevotion Noire: Goddess Black Heart trong vai Lid
- Zettai Zetsubō Shōjo: Danganronpa AnotherEpisode trong vai Jataro Kemuri
- Atelier Shallie: Alchemists of the Dusk Sea trong vai Shallotte Elminus

2015
- League of Legends trong vai Jinx
- Xenoblade Chronicles X trong vai Avatar (Chỉ tiếng Nhật)
- Battle Girl High School trong vai Yuri Himukai

2016
- Girls' Frontline trong vai Mosin-Nagant, Makarov, PPSh-41, AS Val và PPS-43
- Genkai Tokki: Seven Pirates trong vai Waffle
- Lego Dimensions trong vai Bubbles
- Granblue Fantasy trong vai Hallessena
- Star Ocean: Anamnesis trong vai Ivlish[48]
- Onigiri Online trong vai Oda Nobunaga
- Counter-Strike Online 2 trong vai Yuri and Lisa
- Alternative Girls trong vai Tsumugi Hiiragi
- Metal Waltz trong vai Zoe Sherman

2017
- BanG Dream! Girls Band Party! trong vai Chisato Shirasagi
- Azur Lane trong vai USS Saratoga (CV-3), HMS Queen Elizabeth (1913), HMS Warspite (03), IJN Akashi, KMS Deutschland
- Another Eden trong vai Suzette[49]
- Chaos;Child trong vai Serika Onoe

2018
- Food Fantasy (2018) trong vai Osechi
- Street Fighter V: Arcade Edition trong vai Falke[50]
- Master of Eternity trong vai Emily
- Fitness Boxing trong vai Martina[51]

2019
- Dead or Alive 6 trong vai NiCO[52]
- Project Sakura Wars trong vai Houan Yui
- Sangokushi Heroes trong vai Tôn Thượng Hương (Sun Shangxiang)

2020
- Yakuza: Like a Dragon trong vai Saeko Mukouda
- Sdorica trong vai PAFF
- Cytus 2 trong vai PAFF
- Crash fever trong vai Dilong Caishen
- Final Fantasy VII Remake trong vai Kyrie Canaan[53]

### Lồng tiếng nước ngoài
2016
- The Powerpuff Girls trong vai Bubbles (Kristen Li)

2018
- Mutafukaz trong vai Luna[54]

2019
- Valley of the Boom trong vai Jenn (Siobhan Williams)[55]

2020
- Trolls World Tour trong vai Pennywhistle[56]

## Số khác

### Web radio
- Web radio @ Dengeki-Bunko (うぇぶらじ@電撃文庫?) (từ tháng 9 năm 2009 đến tháng 12 năm 2011)[57]
- A&G NEXT GENERATION Lady Go!! (Nippon Cultural Broadcasting's Anime and Game Zone (超A&G+ Chō ē ando gī purasu?), từ tháng 10 năm 2011 đến tháng 10 năm 2015[7]
- Uesaka Sumire's Armored Guards Infantry Regiment Broadcast (上坂すみれの装甲親衛歩兵連隊放送?) (Nico Nico Live (ニコニコ生放送?), từ tháng 4 năm 2012)[58]

## Đĩa hát

### Đĩa đơn
| Năm  | Số | Chi tiết đĩa đơn | Số danh mục                               | Đỉnh Oricon Thứ hạng | Album                                                                  |
| ---- | -- | --- | ----------------------------------------- | -------------------- | ---------------------------------------------------------------------- |
| 2013 | 1  | Nanatsu no Umi Yori Kimi no Umi (七つの海よりキミの海) - Phát hành: ngày 24 tháng 4 năm 2013 - Nhãn: King Records               | KICM-91447 (limited), KICM-1449 (regular) | 13                   | Kakumei Teki Broadway Shugisha Doumei (革命的ブロードウェイ主義者同盟) |
| 2013 | 2  | Genshi, Joshi wa, Taiyou Datta. (げんし、じょしは、たいようだった。) - Phát hành: ngày 10 tháng 7 năm 2013 - Nhãn: King Records | KICM-91455 (limited), KICM-1457 (regular) | 23                   | Kakumei Teki Broadway Shugisha Doumei (革命的ブロードウェイ主義者同盟) |
| 2014 | 3  | Parallax View (パララックス・ビュー) - Phát hành: ngày 5 tháng 3 năm 2014 - Nhãn: King Records                                  | KICM-91506 (limited), KICM-1508 (regular) | 14                   | 20 Seiki no Gyakushuu (20世紀の逆襲)                                   |
| 2014 | 4  | Kitare! Akatsuki no Doushi (来たれ! 暁の同志) - Phát hành: ngày 16 tháng 7 năm 2014 - Nhãn: King Records                        | KICM-91524 (limited), KICM-1525 (regular) | 26                   | 20 Seiki no Gyakushuu (20世紀の逆襲)                                   |
| 2014 | 5  | Enma Daiou ni Kiite Goran (閻魔大王に訊いてごらん) - Phát hành: ngày 10 tháng 12 năm 2014 - Nhãn: King Records                  | KICM-91556 (limited), KICM-1558 (regular) | 20                   | 20 Seiki no Gyakushuu (20世紀の逆襲)                                   |
| 2015 | 6  | Inner Urge - Phát hành: ngày 22 tháng 7 năm 2015 - Nhãn: King Records                                                           | KICM-91617 (limited), KICM-1617 (regular) | 24                   | 20 Seiki no Gyakushuu (20世紀の逆襲)                                   |
| 2016 | 7  | Koisuru Zukei (cubic futurismo) (恋する図形) - Phát hành: ngày 3 tháng 8 năm 2016 - Nhãn: King Records                          | KICM-91705 (limited), KICM-1705 (regular) | 17                   | No Future Vacances (ノーフューチャーバカンス)                          |
| 2017 | 8  | Odore! Kyuukyoku Tetsugaku (踊れ！きゅーきょく哲学) - Phát hành: ngày 17 tháng 7 năm 2017 - Nhãn: King Records                  | KICM-91767 (limited), KICM-1767 (regular) | 12                   | No Future Vacances (ノーフューチャーバカンス)                          |
| 2017 | 9  | Kanojo no Gensou (彼女の幻想) - Phát hành: ngày 18 tháng 10 năm 2017 - Nhãn: King Records                                       | KICM-91806 (limited), KICM-1806 (regular) | 11                   | No Future Vacances (ノーフューチャーバカンス)                          |
| 2018 | 10 | POP TEAM EPIC - Phát hành: ngày 31 tháng 1 năm 2018 - Nhãn: King Records                                                        | KICM-91824 (limited), KICM-1824 (regular) | 12                   | No Future Vacances (ノーフューチャーバカンス)                          |
| 2019 | 11 | Bon♡Kyu♡Bon wa Kare no Mono♡ (ボン♡キュッ♡ボンは彼のモノ♡) - Phát hành: ngày 17 tháng 4 năm 2019 - Nhãn: King Records           | KICM-91917 (limited), KICM-1917 (regular) | 10                   |                                                                        |

#### Góp mặt
| Năm  | Chi tiết Đĩa đơn | Số danh mục                                                | Đỉnh Oricon Thứ hạng | Nguồn  |
| ---- | --- | ---------------------------------------------------------- | -------------------- | ------ |
| 2017 | +INTERSECT+ - Phát hành: ngày 21 tháng 6 năm 2017 - Nhãn: Pony Canyon - Định dạng: CD Uchida Maaya feat. Uesaka Sumire | PCCG-01617 (Limited Edition), PCCG-70399 (Regular Edition) | 8                    | [ 72 ] |

### Album
| Năm  | Chi tiết album | Số danh mục | Đỉnh Oricon Thứ hạng |
| ---- | --- | --- | -------------------- |
| 2014 | Kakumei Teki Broadway Shugisha Doumei (革命的ブロードウェイ主義者同盟) - Phát hành: ngày 8 tháng 1 năm 2014 - Nhãn: King Records - Định dạng: CD | KICS-91983 (Limited Edition A), KICS-91984 (Limited Edition B), KICS-1983 (Regular Edition)                                 | 9                    |
| 2016 | 20 Seiki no Gyakushuu (20世紀の逆襲) - Phát hành: ngày 6 tháng 1 năm 2016 - Nhãn: King Records - Định dạng: CD                                   | KICS-93336 (Limited Edition A), KICS-93337 (Limited Edition B), KICS-93338 (Limited Edition C), KICS-3336 (Regular Edition) | 10                   |
| 2018 | No Future Vacances (ノーフューチャーバカンス) - Phát hành: ngày 1 tháng 8 năm 2018 - Nhãn: King Records - Định dạng: CD                          | KICS-93726 (Limited Edition A), KICS-93727 (Limited Edition B), KICS-3726 (Regular Edition)                                 | 10                   |
| 2020 | Neo Propaganda - Phát hành: ngày 22 tháng 1 năm 2020 - Nhãn: King Records - Định dạng: CD                                                        | | 12                   |

### Đơn ca nhân vật
| Ngày phát hành   | Tên CD                                                                                                   | Nhân vật (Lồng tiếng) | Tên bài hát                                                                                      | Được dùng trong                                                 |      |
| 2011             | 2011 | 2011 | 2011                                                                                             | 2011                                                            | 2011 |
| ---------------- | --- | --- | ------------------------------------------------------------------------------------------------ | --------------------------------------------------------------- | ---- |
| ngày 9 tháng 11  | Sora Takanashi Character Song CD (パパのいうことを聞きなさい! キャラクターソング 小鳥遊空) (KIZM-121/22) | Sora Takanashi (Uesaka Sumire) | SORAIRO (Colors of the Sky) (ソライロ Sorairo)                                                   | Một bài hát nhân vật của Listen to Me, Girls. I Am Your Father! |      |
| 2012             | | |                                                                                                  |                                                                 |      |
| ngày 21 tháng 11 | INSIDE IDENTITY (LACM-14026)                                                                             | Black Raison d'être: Takanashi Rikka, Nibutani Shinka, Tsuyuri Kumin và Dekomori Sanae (Uchida Maaya, Akasaki Chinatsu, Asakura Azumi và Uesaka Sumire) | INSIDE IDENTITY, OUTSIDER                                                                        | Ca khúc kết thúc chủ đề của Chūnibyō Demo Koi ga Shitai!        |      |
| ngày 26 tháng 12 | GIRLS und PANZER ORIGINAL SOUNDTRACK (ガールズ&パンツァー オリジナルサウンドトラック) (LACA-9256)        | Katyusha (Kanemoto Hisako) và Nonna (Uesaka Sumire) | Katyusha                                                                                         | Một bài hát được sử dụng trong Girls und Panzer                 |      |
| ngày 26 tháng 12 | Dark Iris Musical Grammar (中二病でも恋がしたい! ボーカルミニアルバム 暗黒虹彩楽典) (LACA-15262)         | Sanae Dekomori (Uesaka Sumire) | remmuS iroM em llac t'noD (でいなばよって☆マサリモ Deinabayotte Masarimo), Dark Death Decoration | Một bài hát nhân vật của Chūnibyō Demo Koi ga Shitai!           |      |

### Linh tinh
- Talk Show tại Ghé thăm NHẬT BẢN tại Hội chợ Sách Quốc tế Doha lần thứ 23[82]